# Kostel svatého Víta, Václava a Vojtěcha (Horšovský Týn)
Kostel svatého Víta, Václava a Vojtěcha je bývalý římskokatolický chrám v Horšovském Týně v okrese Domažlice. Nachází se severovýchodně od centra města a je součástí areálu tamního bývalého kapucínského kláštera, se kterým je chráněn jako kulturní památka České republiky.
Na rohu kostela u schodiště z ulice je vysoký dřevěný kříž, před schodištěm stojí další drobná stavba, kaple Panny Marie. Nalevo u vstupu do kostela je socha sv. Jana Nepomuckého.

## Historie
Základní kámen kapucínského kláštera v Horšovském Týně byl položen 27. srpna 1650. Kostel byl dokončen o čtyři roky později, vysvěcen byl 25. července 1654 kardinálem Arnoštem Vojtěchem z Harrachu. Jednolodní bezvěžový chrám má typický styl řádové kapucínské architektury s charakteristickým trojúhelníkovým štítem, zasvěcen byl původně svatému Vítovi, Františkovi a Antonínovi Paduánskému. Na začátku 18. století byla v kostele vybudována panská oratoř, v roce 1830 vznikla nová hudební kruchta. Konvent byl uzavřen v roce 1950, poté kostel sloužil jako skladiště a chátral. Dnes je bez využití.